# 埃马纽埃尔-约瑟夫·西哀士
埃馬紐埃爾-約瑟夫·西哀士（發音：[emanɥɛl ʒozɛf sjejɛs]；1748年3月3日—1836年6月20日，又譯西耶斯），通稱西哀士神父（Abbé Sieyès），法國耶穌會士，法蘭西大革命、執政府和第一帝國時期的主要理論家之一，法蘭西督政府督政官、法蘭西執政府執政官。西哀士的《第三等級是什麼？》成為了事實上的大革命的宣言並促使三級會議轉而成為1789年6月的國民議會。1799年，西哀士煽動霧月政變 （11月9日），協助拿破崙·波拿巴奪得政權。
他還撰寫了一個未發表的《社會學》手稿，並對新生的社會科學理論作出顯著貢獻。

## 生平

### 早年
1749年5月3日，西哀士出生於法蘭西南部的弗雷瑞斯，家中排名第五。雖然家庭有一些貴族血統，但其父只是當地稅務員，收入卑微。 西哀士經由家庭教師和耶穌會士得到最初的教育。他還花了一些時間在德拉吉尼昂地區教條主義者的學院学习。 西哀士本來想參軍成為一名軍人，但他體弱多病，結合他對父母的忠順，促使他轉而追求宗教事業。弗雷瑞斯的副主教對西哀士提供援助，因為他覺得他該感謝他的父親。
西哀士在巴黎的聖敘爾皮斯教堂的神學院工作了十年。在那裡，他學習了神學，準備使自己加入司祭行列。 但他的才能和興趣專注在科學，結合痴迷於“新哲學原理”，他在學校很快獲得了聲譽，他不喜歡傳統神學。 西哀士在天主教教會索邦學院被教育為教士。在那裡，他成為受 約翰·洛克、孔狄亞克、法蘭索瓦·魁奈、米拉波、杜爾哥的百科全書派以及其他啟蒙時代的政治思想家的影響，都重於對神學學習。1770年，他獲得了他的第一個神學文憑，在通過的候選人名單中排名墊底，這是他對宗教教育反感的反映。1772年，他被任命為神父，兩年後他獲得了神學執照。

### 神職人員

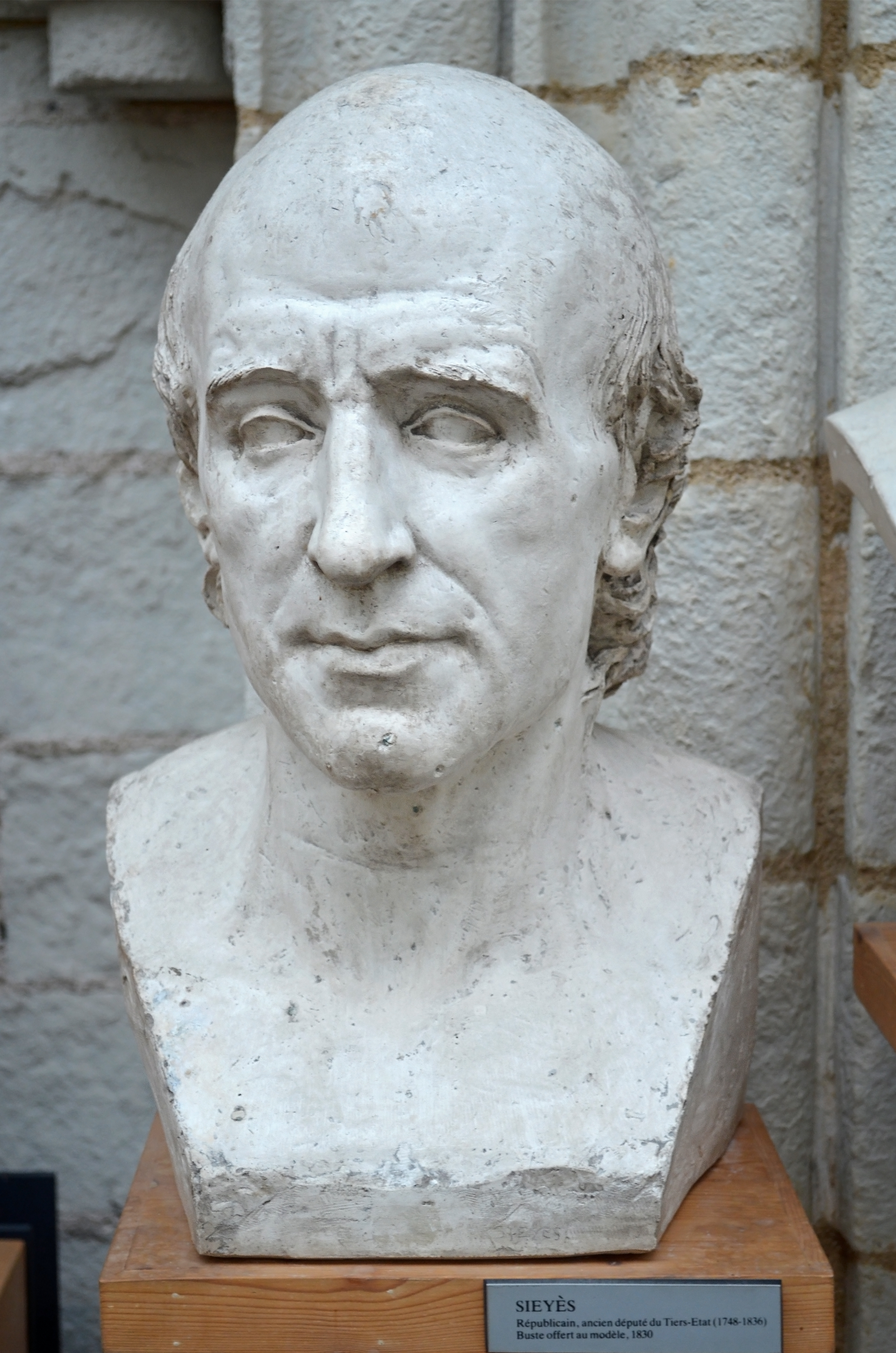
西哀士半身像由大衛·昂熱雕塑（1838）。

儘管西哀士擁抱啟蒙思想，他还是在1773年被任命為神父。 儘管如此，他並沒有馬上錄用。他這段時間研究哲學和音樂，直到大約一年後在1774年10月的時候，經由有力朋友要求的結果，他被許諾在布列塔尼大教堂教士會成員的職位。 不幸的是，西哀士，這個教士會成員職位的生效，必須等到前面持有這個職位的人死亡。
1775年底，西哀士獲得了他的第一個真正職位，成為特雷吉耶主教的秘書在那裡做為教區代表度過了兩年。正是在這裡，他待在布列塔尼的莊園，變得對特權階級极为反感。 1780年，特雷吉耶的主教被調到 沙特爾管區主教的職位。他開始意識到，貴族們相比於平民，想要進入教會辦公室是多麼的容易。西哀士是一個雄心勃勃的人。他不滿教會系統內授予貴族的特權，認為神職推薦權体制是對平民一種羞辱。 西哀士陪同他到那裏成為他的副主教，他最終成為了大教堂教士會成員和沙特爾教區主教管區祕書室的教士。
留在教會辦事處，西哀士在他職位工作之餘保持一種玩世不恭的宗教犬儒主義。隨著時間他取得他的牧師職位進入司鐸行列時，西哀士已經“使自己擺脫所有迷信的情緒和想法。”  即使他與篤信宗教的父親通信時，對一個負責沙特爾主教管區的人，西哀士表現出虔誠的嚴重缺乏。 從理論上說，西哀士接受一個宗教事業，不是因為他有任何形式的濃厚的宗教傾向，而是因為他認為這是唯一的手段來推進他的事業，即成为一個政治作家。

### 法國大革命初期
1788年，離上一次超過一個半世紀的時間間隔，法蘭西路易十六提出召集法蘭西三級會議。這一建議，並由雅克·內克爾請法蘭西作家們陳述他們的意見，作為適合第三等級的組織，使西哀士發表他著名的1789年1月的小冊子，《什麼是第三等級?》。他開始他的回答：「第三等級是什麼?是一切，是整個國家；第三等級在政治秩序中的地位是什麼?什麼也不是；第三等級要求什麼?要求取得某種地位。」
這段話，一直維持以名言被引用，據說是受到尼古拉斯·尚福爾的啟發。這本小冊子非常成功，它的作者，儘管他的教士職業（他的這部分是第一等級），從巴黎到三級會議，當選作為第三等級的代表最後的第二十名。他在革命開始的那年扮演了主要角色，起草人權和公民權宣言，擴大了在他的小冊子中暗示的威斯特伐利亞主權，人民主權和代議民主制理論，及以男性業主財產作為選舉權限制的主動和被動公民之間的區別。
西哀士的小冊子煽動了讀者們激烈的反應，因為它涉及到的“當時的政治問題並扭轉他們走向更具革命性的方向。”  在這本小冊子的第三章，西哀士提出，第三等級要成為'重要的實有物’。但他也指出，允許特權狀況存在，他們要求成為“最小的可能成果”。在他小冊子這種修辭的用法訴諸共用權成為團結讀者的原因。同時，它影響了他們要超越簡單的要求，並對政權的本質採取更為激進的立場。在這種情況下，第三等級採取的激進立場產生了覺醒意識，法蘭西的問題不是簡單地處理“皇家暴政” 的問題，而是法律的不平等特權分裂了這個國家。正是從這點上說，公平分配權力和平等權利的革命鬥爭才真正開始。
西哀士的小冊子在塑造推動法蘭西革命思想潮流起了關鍵作用而導致法蘭西大革命。在他的小冊子，他概述了組成第三等級異化階層人們的想望和挫折。他抨擊了法蘭西封建君主制的根基，指控貴族制是一種欺騙性的制度，牺牲負擔過重、沮喪的資產階級利益。這本小冊子揭露的东西，成為召開1789年三級會議期間爭論的關鍵問題。
而貴族定義自己為負責維護法蘭西社會秩序的精英統治階級，西哀士認為第三等級是公共服務的主要機制。這本小冊子將主權不是放在貴族手中，而是界定為組成法蘭西國家那些有生產力的組織，能提供產品和服務的整個社會，因而表達出最好的激進思想。不僅包括那些參與農業勞動和工藝，而且還商人，經紀人，律師，金融家和其他提供服務者。西哀士經由重新定義了國家的代表以挑戰舊社會的等級秩序。在他的小冊子，他譴責特權體系，指名他們的成員享受社會最好的產品，而沒有貢獻出他們有價值的成果。西哀士基本上認為，貴族的特權確立它作為法蘭西國家之外利益團體的代理人，並認為高貴特權是“公民社會的叛徒”。
西哀士的小冊子圍繞三級會議的召開，對結構性利害關係引發顯著的影響。尤其，第三等級要求他們體系的代表數量等於前兩個特權組職代表的總合，被爭論的“三級會議投票方式，不是按群組，而是按席次”。這本小冊子把這些問題訴諸群眾而它們的部分遷就遭到了革命性的反應。為滿足直接代表的問題，西哀士鼓舞憤怒和騷動，團結第三等級反對封建傳統的舊制度。其結果是，第三等級要求重組三級會議，但其他兩個組職被證明無法或不願提供解決方案。西哀士建議，第一等級和第二等級加入第三等級，組成統一的機構，作為整個國家的代表。他不僅提出邀請，而且同時也指出，第三等級有權認為那些否決了這一邀請的人，是不履行他們的國家責任。 1789年6月5日，第三等級採取這項措施; 按照這樣做，他們認為這代表國家的權力。當他們決定改變三級會議的名稱改為國民議會，這激進的行動確證了先前三個等級分離的組織不再存在了。

### 國民議會、國民公會和恐怖統治时期
西哀士雖然不是作為一個被瞩目的公共發言者（他很少說話，而且很簡要），卻具備重大的政治影響力。他提議三級聯合成立其作為國民議會 ，然而他反對廢除什一稅和沒收教會土地。他在國民議會中反對廢除什一稅，從此他就沒能夠恢復他先前的權威。 被選入奧諾雷·米拉波支持的君主立憲專門委員會，終究不成功，他反對授予法蘭西國王「絕對否決權的權利」。在建構法蘭西行省系統相當大的影響力，但，1790年開春後，相比於其他政客他就黯然失色了，而且只有一次被選入每兩週一次的國民制憲議會主席之職。
1791年5月15日，羅伯斯庇爾提出一個動議，沒有國民制憲議會代表 可以成為以後成立的國民立法議會代表。動議通過后，和制憲會議的其他成員一樣，他被排除在國民立法議會之外。但1792年八月十日事件後，國民立法議會超過半數的代表逃亡，功能喪失，決定經由普選產生新代表，并召開國民公會決定新的法蘭西第一共和國的體制，國民公會由1792年9月一直運作到1795年9月。在國民公會時，他投票支持處死國王路易十六，為此舉辯論時他說: “死刑不需花言巧語”。 他參加了吉倫特憲法規劃起草委員會。在理性崇拜時期，由於恐怖統治的威脅，西哀士不得不發誓放棄他的信仰。之後，當被問及他在恐怖統治期間的经历，他回答說：「我活著過來了」（“J'ai vécu”）。
最終，西哀士未能展开他曾經希望的資產階級革命，他認為那是一種代表秩序的 “致力於和平物質舒適的追求。”  他最初的目的是為了以比較被動的方式促成變革，並建立君主立憲制。西哀士的“小冊子設定”法蘭西大革命的基調和方向...但從長遠來看，它的作者完全控制不住革命的路線。“  甚至在1791年後，當時很多人認為君主制似乎已是注定的过去式，西哀士“繼續堅持他的君主制信仰”，這表明他不打算向像他先前所做的為革命引領方向。這期間，他在國民議會工作，西哀士想要建立能保障法蘭西人民權利的憲法，並堅持法律規範下的平等作為社會革命目標; 他最終未能完成他的目標。

### 督政府
1794年热月政变，羅伯斯庇爾被處決，西哀士在隨後的憲法辯論過程中，重新成為一個重要的政治人物。 1795年，他出使海牙，並且著手制定法蘭西和巴達維亞共和國之間的條約。他憎恨督政府制定實施的共和三年宪法，並拒絕出任共和國的督政官。1798年5月，他出任作為法蘭西駐柏林宮廷的全權代表，盡量敦促普魯士王國與法蘭西結盟反對第二次反法同盟；這一努力最終以失敗告終。他的聲望仍然增長，1799年5月，他被任命為法蘭西督政官，替代让-弗朗索瓦·勒贝尔。
儘管如此，西哀士仍然考慮推翻督政府，並據說，已經考量政府的更換用一些不太可能的統治者，如奧地利的大公爵查爾斯和不倫瑞克威廉·卡爾·費迪南德，这些都是革命的主要敵人。他試圖破壞憲法，從而造成已被關閉的雅各賓俱樂部復活，與此同時也為儒貝爾將軍擬定政變推翻督政府的建議。

### 法蘭西第二執政府
30歲的儒貝爾將軍1799年8月在諾維戰役陣亡，而結束這個政變計畫。1799年10月拿破崙·波拿巴從埃及返回巴黎，使西哀士接觸到新認識的波拿巴而恢復了影響力。1799年11月9-10日發動的所謂霧月政變，西哀士和他的盟友解散了督政府，使拿破崙掌握政權。此後，西哀士提出他早就規劃的憲法，只是它被波拿巴經由「政變中的政變」，完全改造為波拿巴的《共和八年宪法》就成為1799-1804年法蘭西執政府的基礎。

### 拿破崙時代和最後的歲月
西哀士很快就從臨時的執政官職位退休，這是他霧月政變後擔任的職務，由1799年11月11日到12月12日，並成為首批護憲參議院成員之一，並成為其1799-1801年的主席;這種讓步是由於他從拿破崙取得在克羅恩地區原先屬於聖日耳曼德佩修道院的采邑制租戶的大地產 。 1800年12月24日發生聖尼凱斯街刺殺陰謀事件，拿破崙為了擺脫雅各賓派的牽制，藉機採取任意和非法的程序，西哀士為其進行辯護。
在法蘭西第一帝國1804至1814年時期，西哀士幾乎沒有退休的念頭。1815年，拿破崙短暫的重新掌權，西哀士被任命為上議院議員。1816年，波旁第二次復辟，西哀士被路易十八從法蘭西道德與政治科學學術院驅逐。然後，他搬到布魯塞爾，1830年七月革命後，回到法蘭西，1836年88歲的他在巴黎去世。

## 對社會科學的貢獻
1795年，西哀士成為法蘭西道德與政治科學學術院的首批成員之一。1803年法蘭西學院進行了重組，學術院由四十位院士組成，為終身制。在一位院士去世後，補選產生新任院士填補其空缺。他當選為第二類，遞補讓·西爾萬·巴伊，后者在恐怖統治期間，1793年11月12日被送上斷頭台。
然而1815年波旁第二次復辟，因他在處決國王路易十六的支持立場，西哀士被驅逐，由皇家任命拉利-托伦达尔侯爵為院士取代其席位。
1780年，西哀士在未發表的手稿創造了社會學（sociologie）這個名詞。五十年後這名詞再次被哲學家奧古斯特·孔德使用，指社會科學，在英语圈被稱為社會學（sociology）。

### 書籍
- Sieyès, Comte Emmanuel Joseph, M. Blondel, and Samuel Edward Finer, eds. '什麼是第三等級?' London: Pall Mall Press, 1963.

## 外部連結
- 在Find a Grave上的埃马纽埃尔-约瑟夫·西哀士
- Emmanuel Joseph Sieyes, What is the Third Estate? (Excerpts)